# Johannes Isaak de Rochemont

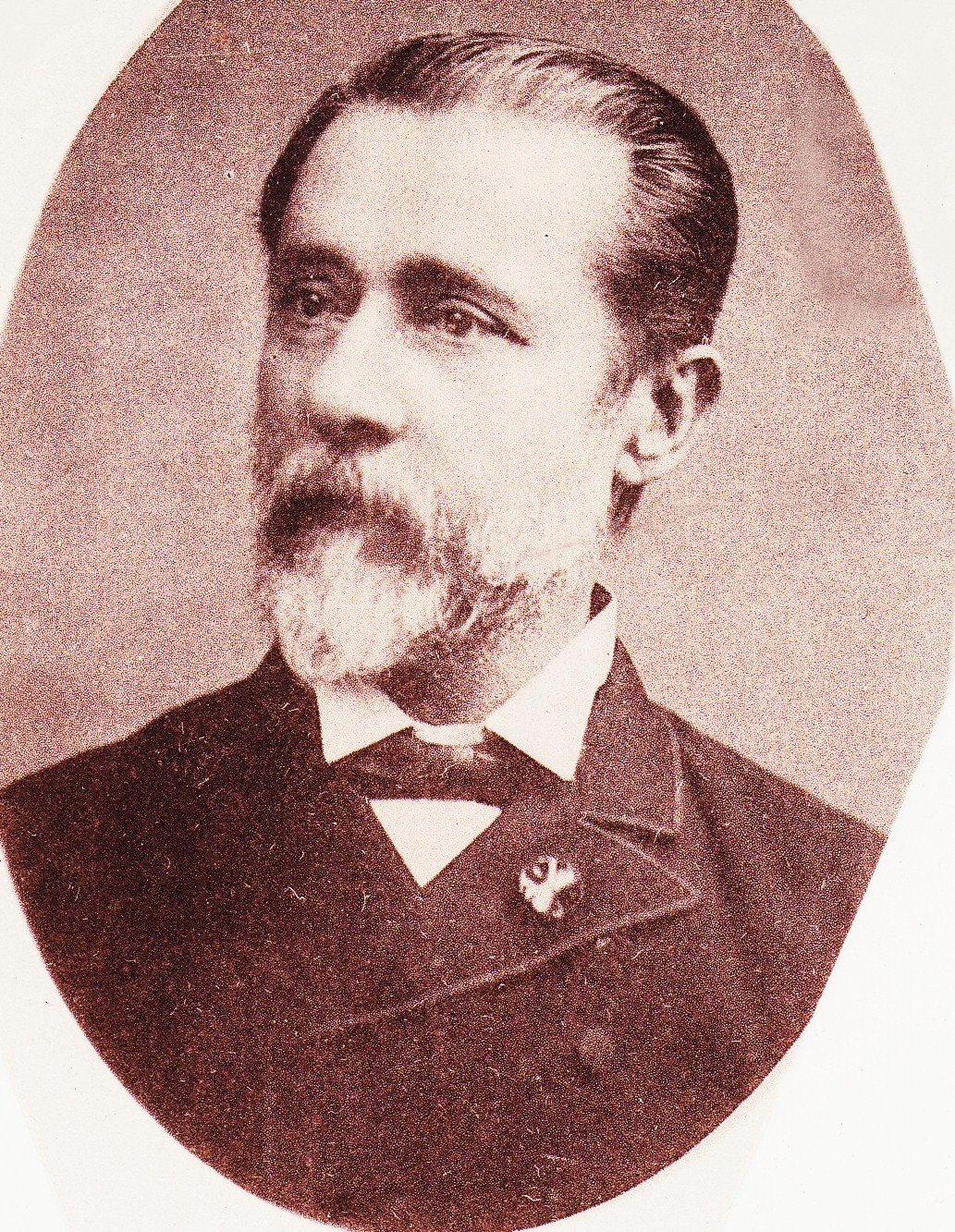
Johannes Isaak de Rochemont

Johannes Isaak de Rochemont (Weltevreden, 9 mei 1834 – Magelang, 10 september 1914) was een Nederlands militair, ridder in de Militaire Willems-Orde en schrijver, actief in Nederlands-Indië. Hij was luitenant-kolonel bij de artillerie, adjudant van gouverneur-generaal Loudon en diens biograaf en verdediger in zijn boek Loudon en Atchin.

## Loopbaan

### Tot 1871
De Rochemont was de zoon van een officier in het Nederlandsch-Indische leger. Hij verloor al op jonge leeftijd zijn vader, die overleed aan boord van een schip dat hem met zijn gezin van Nederlands-Indië naar Nederland bracht. Op zijn twaalfde jaar werd hij vrijwillig kanonnier bij het regiment Rijdende Artillerie in Amersfoort. In 1851 schreef hij zich als sergeant in bij het Koloniaal Werfdepot in Harderwijk en vertrok hij naar Nederlands-Indië. Hij werd in 1853 tweede luitenant en in 1855 eerste luitenant bij de artillerie. Hij nam deel aan de Tweede Boni-expeditie van 1859-1860 onder luitenant-generaal Van Swieten. Voor zijn verrichtingen tijdens de veldtocht kreeg hij bij Koninklijk Besluit van 22 juni 1860, nr. 69 de Militaire Willems-Orde vierde klasse.
In 1862 werd hij kapitein en in 1870 majoor.

### Adjudant van gouverneur-generaal Loudon
De Rochemont vertrok in 1871 voor een tweejarig ziekteverlof naar Nederland. Daar maakte hij kennis met James Loudon, gewezen minister van Koloniën, die in mei van dat jaar tot gouverneur-generaal van Nederlands-Indië was benoemd. Loudon was gecharmeerd van hem en zo vertrok De Rochemont een paar maanden later in de functie van adjudant van Loudon samen met hem weer naar Nederlands-Indië. Op 1 januari 1872 kwamen ze te Batavia aan en nog dezelfde dag werd Loudon ingezworen als gouverneur-generaal.
in 1873 werd De Rochemont benoemd tot luitenant-kolonel. In dat jaar vond ook de eerste expeditie naar Atjeh plaats. Toen de beslissing was gevallen om het expeditieleger onverrichter zake te laten terugkeren naar Java, schreef De Rochemont onder het pseudoniem Maurits in het Algemeen Dagblad voor Nederlandsch-Indië een artikel waarin hij de met het leger meegestuurde gouvernementscommissaris Nieuwenhuijzen verantwoordelijk stelde voor de 'overhaaste terugtocht' en de gewezen commandant van het Koninklijk Nederlandsch-Indisch Leger Kroesen (die toen al gepensioneerd was en kort daarop zou overlijden) voor de slechte uitrusting van het leger. En passant pleitte hij ook voor censuur op de Indische pers.

Toen uitkwam dat De Rochemont de schrijver was, zagen andere kranten hem direct als spreekbuis van de gouverneur-generaal. Vermoedelijk op instigatie van De Rochemont hield Loudon een enquête onder de hoofdofficieren die bij de expeditie betrokken waren geweest; alleen de bevelhebber, kolonel Van Daalen, werd niets gevraagd. Daarna stelde Loudon een commissie in om de schuldvraag te onderzoeken, in die tijd een zeer ongebruikelijke stap. Loudon en De Rochemont maakten zich op deze manier vele vijanden onder de militairen van het Indische leger én bij de Indische pers. Een neef van kolonel Van Daalen, Hermanus Bernardus van Daalen, was hoofdredacteur van de Java-bode.
In 1874 vond een tweede expeditie naar Atjeh plaats. Het opperbevelhebberschap was al toegezegd aan generaal-majoor Verspyck, maar vermoedelijk alweer op instigatie van De Rochemont werd deze gepasseerd ten faveure van luitenant-generaal Van Swieten, die daarvoor van zijn pensioen en uit Nederland werd teruggeroepen. Verspyck schikte zich en nam als onderbevelhebber onder Van Swieten deel aan de expeditie, maar nam direct na zijn terugkeer op Java ontslag. Ook hij was vanaf dat moment een verbitterde vijand van Loudon en De Rochemont. In zijn schotschrift Generaal van Swieten en de Waarheid uit 1880 beschreef hij De Rochemont als kwade genius achter Loudon.
De tweede expeditie leek in eerste instantie met succes bekroond te zijn. De Kraton van de Atjehse sultan was in Nederlandse handen gevallen, maar het verzet van de Atjehers bleef.
Eind 1874 moest Loudon het veld ruimen na een conflict met minister van Koloniën Van Goltstein van Oldenaller. Daarmee verloor ook De Rochemont zijn baan. Vlak voor het vertrek van Loudon naar Nederland publiceerde De Rochemont nog een brochure Loudon en Atchin, waarin de daden van de vertrekkende gouverneur-generaal werden opgehemeld en zijn vele vijanden verguisd. De brochure deed nogal wat stof opwaaien, niet in de laatste plaats omdat de auteur vrijelijk citeerde uit vertrouwelijke stukken, die hij helemaal niet had mogen inzien.

### Nadagen
De Rochemont had gedurende zijn Indische loopbaan een klein pensioentje opgebouwd, waar hij krap van kon leven. Daarnaast had hij enkele tijdelijke baantjes, die hij verkreeg dankzij de voorspraak van James Loudon en Jan van Swieten. Zo kwam hij op de Banda-eilanden en daarna op Batjan terecht.
Later vestigde hij zich in Den Haag. In 1888 brak hij met Loudon. Deze had tegenover Pijnacker Hordijk, een van zijn opvolgers als gouverneur-generaal, de namen genoemd van een paar geschikte adjudanten, maar niet die van De Rochemont. Die voelde zich daardoor beledigd en zei onmiddellijk de vriendschap op.
In hetzelfde jaar benoemde minister van Koloniën Keuchenius De Rochemont tot secretaris van een staatscommissie die de oorzaken van een beriberi-epidemie in Nederlands-Indië moest onderzoeken. In die tijd was nog niet bekend dat de ziekte veroorzaakt werd door een tekort aan vitamine B1. Toen de gepensioneerde luitenant-kolonel J.J.W.E. (Johannes Jacobus Wilhelmus Eliza) Verstege, een oude vijand van De Rochemont en bovendien een zwager van Verspyck (inmiddels luitenant-generaal), dat in de krant las, schreef hij direct een schotschrift De staatscommissie inzake de beri beri kwestie. Haar ontstaan, haar doel en haar secretaris. Een onthulling en een karakterschets. Het geschrift lag binnen veertien dagen in de boekwinkels. Een aantal leden van de commissie liet weten dat ze niet met zo'n controversiële secretaris wilden werken. Keuchenius zag geen andere oplossing dan de commissie te ontbinden.
De Rochemont deed aangifte tegen Verstege wegens smaad. In 1889 werd Verstege veroordeeld tot een boete van 200 gulden. De Rochemont publiceerde een brochure over de affaire: De strafzaak Verstege.
Zijn laatste jaren bracht De Rochemont weer door in Nederlands-Indië, waar hij in 1914 overleed.

### Literaire activiteiten
De Rochemont was een niet onverdienstelijk schrijver. Naast een groot aantal artikelen en enkele brochures schreef hij ook fictie, waaronder de autobiografische roman Rudolf van Meerkerke, waarvan drie delen zijn verschenen. Hij had nog twee delen gepland, maar die zijn er nooit gekomen. De ontvangst was lauw. Lodewijk van Deyssel oordeelde: "Het boek van den heer De Rochemont is in zijn geheel onbelangrijk en zonder waarde; verder is het gedeeltelijk vervelend, gedeeltelijk onnoozel en gedeeltelijk van een, op inferieure wijze eenigszins aangename, gemoedelijke naïefheid, die echter niet zoo goed wordt dat zij tot literaire verdienste, zij 't van minderen rang, zou stijgen. Ik begrijp nog maar altijd niet, wat al die goede menschen toch beweegt hun zeer gewone gedachtetjes en lotgevalletjes met geweld openbáar te willen maken. Ik heb een grootvader gehad, die óok kolonel was, en ik ben er van gefrappeerd, zoo duidelijk als ik mij herinner dat mijn grootvader, toen ik als achtjarige knaap aan zijn knie stond, op precies dezelfde manier nèt zulke dingen vertelde als de hr. De Rochemont doet in dit boek."

## Boeken en brochures van Johannes Isaak de Rochemont
- 1859 - Tweede Bonische Veldtocht (1859-1860). Eenige bladen uit het dagboek van J.I. de Rochemont (eerste luitenant der artillerie), Gebroeders Grimberg & Co., Soerabaja.
- 1873 - Onze inlandsche vijand, Ernst & Co., Batavia.
- 1875 - Loudon en Atchin, Ernst & Co., Batavia.
- 1875 - Een valsche Brutus, Ernst & Co., Batavia.
- 1876 - Onze vestiging in het rijk van Atchin. Eene volksvoorlezing, H.M. van Dorp, Haarlem.
- 1876 - Wat hebben de partijschappen van onzen Atsjin-oorlog gemaakt? Eene volksvoorlezing, H.M. van Dorp, Haarlem.
- 1886 - Nederlandsche kiesvereenigingen, Gebr. J. & H. van Langenhuysen, Den Haag.
- 1877 - Zes mei, eene novelle, IJkema, Den Haag.
- 1877 - Onze oorlog met Atsjin, IJkema, Den Haag.
- 1888 - De generaal Jan van Swieten, 1807-1888, Cremer & Co., Den Haag.
- 1889 - De strafzaak Verstege, Cremer & Co., Den Haag.
- 1887 - Rudolf Van Meerkerke, eerste deel: Uit het leven van een schoolknaap, Cremer & Co., Den Haag
- 1890 - Rudolf van Meerkerke, tweede deel: Van het Regiment Rijdende Artillerie naar het Oost-Indisch Leger, Cremer & Co., Den Haag
- 1891 - Rudolf van Meerkerke, derde deel: Als onderofficier bij het Oost-Indisch Leger, Cremer & Co., Den Haag.